# Quadratkufi

Quadratkufi, Isfahan 15./16. Jahrhundert, Koran-Sure 112 al-Iḫlāṣ

Quadratkufi, auch Bannai, ist eine Schriftart der islamischen Kalligrafie. Sie wird vornehmlich im Iran bei Bauinschriften eingesetzt.
Sie ist eine Art der eckigen Kufi-Schrift, die sich durch geometrische Formen wie Quadrate, Rauten, Rechtecke, parallele und kreuzende Linien auszeichnet. Die Grundlage der Bannai-Schrift ist die waagrechte und senkrechte Richtung der Linien, die immer eine gleiche Dicke haben und die geometrische Form vollständig füllen.
Die iranische Nationalflagge zeigt die Worte Allahu Akbar in dieser Form.